# Phalanger matanim
Phalanger matanim   is een zoogdier uit de familie van de koeskoezen (Phalangeridae). De wetenschappelijke naam van de soort werd voor het eerst geldig gepubliceerd door Tim Flannery in 1987.
De soort komt voor in de Telefomin- en Tifalmin-valleien in het verre westen van Papoea-Nieuw-Guinea, op 1550 tot 2600 m hoogte. Deze zeldzame soort is pas in 1985 ontdekt en in 1987 wetenschappelijk beschreven. P. matanim heeft geen nauwe verwanten, maar is waarschijnlijk een zeer oude, primitieve soort. De soort wordt bedreigd door verstoring van zijn leefgebied en door de jacht.
P. matanim is een grote, plompe koeskoes met een lange, grijze vacht. De buik is wit. De oren zijn kort, de armen zwak, de staart kort en de tanden klein. De kop-romplengte bedraagt 344 tot 438 mm, de staartlengte 275 tot 315 mm, de achtervoetlengte 40,1 tot 45,3 mm, de oorlengte 20 tot 21 mm en het gewicht 1100 tot 2000 g.